# Thobadestchin
Thobadestchin är en av de ursprungliga tvillingbröderna i mytologin hos de nordamerikanska Navajoindianerna. Han är son till Estanatlehi och bror till Nagenatzani. När Nagenatzani begav sig ut i världen för att fullgöra uppgiften att befria den från olika odjur, stannade Thobadestchin hemmavid för att ge sin mor föda. 
Hos Irokes- och  Huronindianerna kallas motsvarande tvillingar Ioskeha och Tawiskaron.